# Routh Goshen

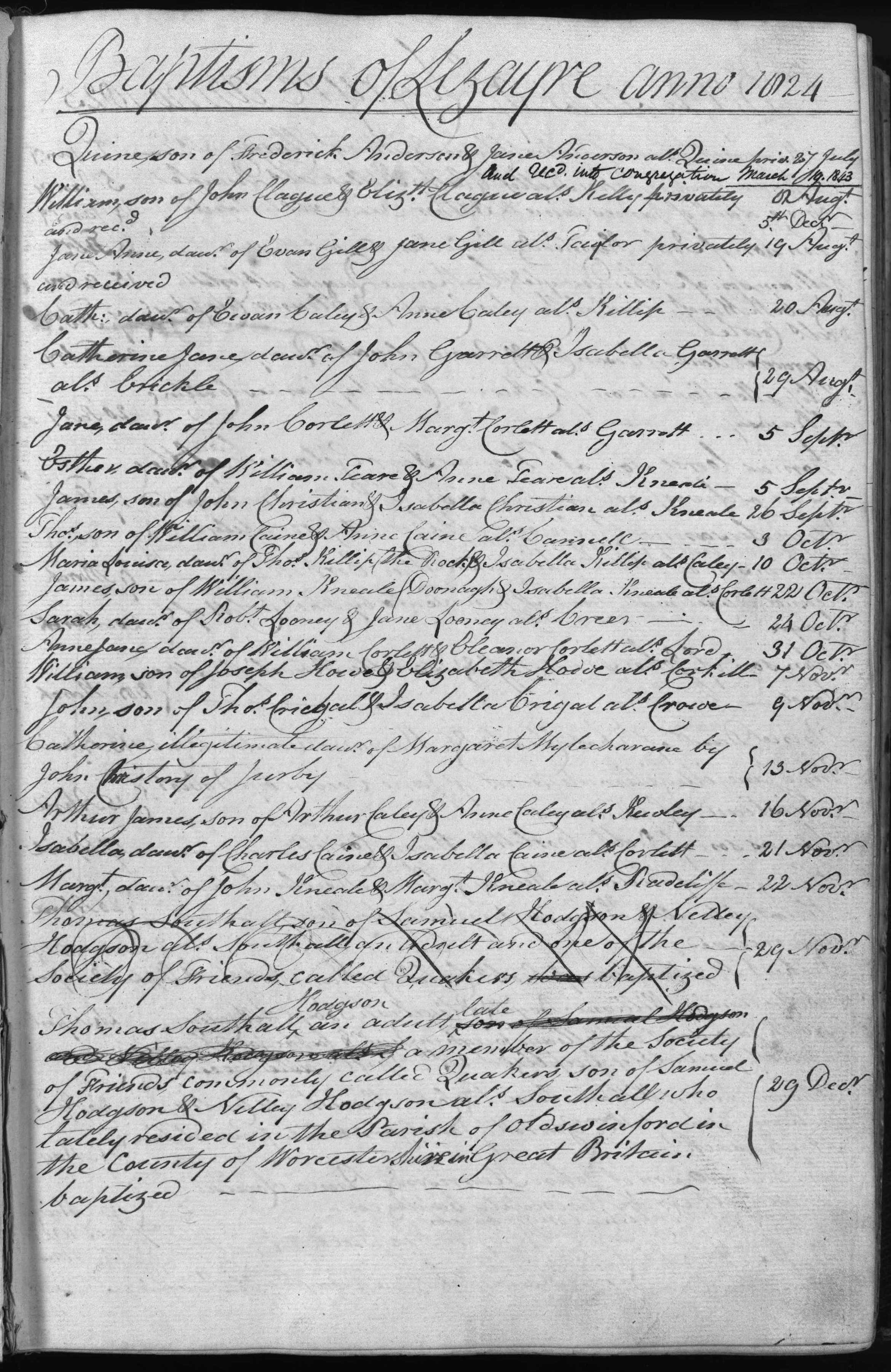
1824, registro de bautismo.

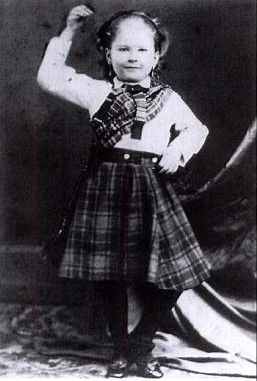
Frances Goshen Sylvester (1868-1949) la hija adoptada de Routh Goshen

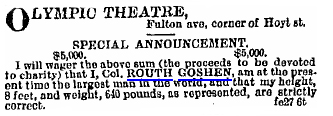
Routh Goshen anunciado en el Brooklyn Eagle en 1871.

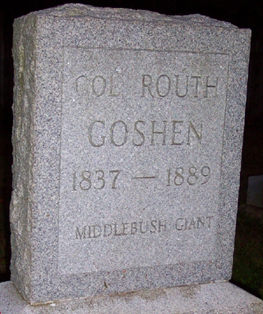
Lápida del coronel Routh Goshen.

Routh Goshen, nacido Arthur James Caley y generalmente conocido como Coronel Routh Goshen o el Gigante árabe o el Gigante palestino (Isla de Man, 1824 – 12 de febrero de 1889) era anunciado como el hombre más alto del mundo con 2,41 m y 280 kg, pero en realidad probablemente medía unos 2,26 m y 180 kg. 
Sus verdaderos orígenes se mantuvieron ocultos del público durante sus años de actuación y así mantenido gracias a las biografías apócrifas creadas para publicitarle. Solo se conoció después de su muerte que nació en la Isla de Man en 1824. Las biografías ficticias decían que nació en Jerusalén el 5 de mayo de 1837. Después de su retiro en los años 1880, se estableció en Middlebush, Nueva Jersey y obtuvo el apodo del Gigante de Middlebush.

## Vida como Arthur Caley
Routh Goshen nació como Arthur James Caley en 1824 cerca de Sulby, Isla de Man, uno de los doce hijos del matrimonio formado por Arthur Caley y Anne Kewley. Fue bautizado el 16 de noviembre de 1824, en la parroquia de Lezayre. Su hermana Margaret Caley, se trasladó a Nueva York. Fue un niño normal pero en la adolescencia, empezó a crecer muy rápido y continuó creciendo hasta la veintena. En mayo de 1851, Caley visitó unos amigos en Liverpool y se publicaron artículos sobre su tamaño. En aquel tiempo, Caley fue descrito como de 2,28 m. Poco después, Caley se exhibió en Mánchester, después en Londres y finalmente en París, Francia. En febrero de 1853, la madre de Caley recibió una carta diciendo que su hijo había muerto el 1 de febrero en París, poco después de que su representante Etienne Lefevre, le hubiera quitado una póliza de seguro de vida. No se conoce que pasó en la vida de Caley los siguientes años. Finalmente se trasladó a los Estados Unidos y adoptó el nombre de coronel Routh Goshen a sugerencia de Barnum.

## Vida como Coronel Routh Goshen
Por lo menos desde 1859, el Coronel Routh Goshen ya era conocido como el "Gigante árabe". En noviembre de 1863 era presentado junto a Anna Swan, el general Tom Thumb, y el Comodoro Nutt en el Barnum American Museum. Era descrito como de veintisiete años y nacido en Jerusalén. Se informó que se estableció un tiempo alrededor de 1869 en una granja en Algonquin, Illinois. En 1870 se publicaron varias biografías ficticias de su supuesta vida y orígenes exóticos.
En 1876, realizó una gira por los Estados Unidos con el Comodoro Nutt como parte de la obra de la Lilliputian Comic Ópera de una versión de la historia de Jack The Gigant Killer. En 1878, realizó una gira por los Estados Unidos con el P. T. Barnum New and Greatest Show on Earth. Fue de gira con el Barnum Circus otra vez en 1879, 1880, y 1883. En el verano de 1882, actuó en Atlantic City, Nueva Jersey. En junio de 1884, Goshen ayudó a anunciar ropa para una casa de moda en Chicago, conocida por poseer una sección de tallas gigantes. En los años siguientes, se exhibió en varios dime museum. En julio de 1888, un incendio ocurrido en la granja de Goshen cerca de Middlebush destruyó varios edificios y su colección de recuerdos y curiosidades.

## Vida personal
Se casó al menos tres veces y se divorció dos. En marzo de 1859 se casó en Massachusetts con Clestina N. Townes de Montreal. Alrededor de 1869 se casó con Augusta White, una alemana encantadora de serpientes que conoció mientras viajaban en el mismo espectáculo. Se establecieron cerca de Clyde, Nueva Jersey. En cierto momento un intérprete de circo amigo, John Sweet y su esposa la amazona a pelo Elizabeth Sebastian vivían con los Goshen. La señora Sebastian dejó a John Sweet, y mientras Goshen estaba de gira, Augusta lo abandonó: John Sweet y Augusta tomaron 600 dólares en plata, 70.000 dólares en bonos, una cabra amaestrada, un caballo y una carreta de la granja de Goshen y se fugaron. Goshen solicitó el divorcio en enero de 1879. Luego se casó con Mary Louise Welch el 18 de abril de 1880 en Manhattan, Nueva York. Ella era de Elgin, Illinois. Había conocido a Goshen unos años antes a través de su prima, que actuaba como Señora Gorda y una vez estuvo de gira con él. Después de su matrimonio, se establecieron en Middlebush, Nueva Jersey. En agosto de 1882, mientras trabajaba en Atlantic City, Goshen encontró a John Sweet otra vez. Goshen amenazó con matarle blandiendo una pistola, y después golpeó a Sweet con su bastón de caña. En el momento de la agresión Sweet era propietario de una granja en Nuevo Brunswick, Nueva Jersey que Goshen había perdido debido a una hipoteca, la cual Sweet había pagado. Se emitió una orden de arresto contra Goshen y se le ordenó comparecer ante un tribunal en septiembre.
A principios de 1884, Goshen solicitó el divorcio de Welch, reclamando que era infiel. Admitió que había sido infiel con tres mujeres diferentes. Durante el divorcio, salió a la luz que no era árabe, sino supuestamente de Lancaster, Inglaterra. También reclamó tener sesenta y cinco años en aquel momento. Se divorciaron en 1884.
Routh también adoptó dos hijas. Lillie, que se casó con Martin Robert, un bailarín con zuecos, y Frances Goshen Sylvester (1868-1949), que pudo haber viajado con él a Europa y se dijo que la niña había bailado ante la reina Victoria.

## Muerte y entierro

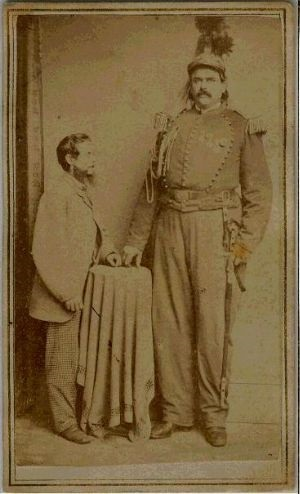
Routh Goshen.

Murió en su granja en Amwell Road en Middlebush, Nueva Jersey el 12 de febrero de 1889. Había vivido en el municipio de Franklin aproximadamente los últimos quince años. Al momento de su muerte, había acumulado un abundante patrimonio. Dejó todo a su hija adoptada Frances, luego la esposa de Henry Sylvester. Si ella muriera sin herederos, Goshen quería que su propiedad fuera para su hermana, Margaret Caley Gelling de Rochester, Nueva York. Su testamento fue impugnado por su exmujer Mary Welch que vivía con su familia en Elgin, Illinois.

Su funeral fue descrito de la siguiente manera:

"La casa de la granja del gigante muerto estaba atestada de aldeanos mucho tiempo antes de la hora fijada para el funeral. Los restos habían sido colocados en un ataúd de ocho pies de largo y tres pies de ancho. Estaba cubierto con tela y había sido especialmente hecho para el difunto. Después de terminados los servicios fúnebres el ataúd fue llevado a hombros de ocho granjeros robustos a un carro que estaba en la carretera aproximadamente a 100 yardas [91 m] de la casa. Undertaker Van Duyn dijo que no pudo encontrar ningún carruaje fúnebre lo suficientemente grande como para contener el ataúd del gigante. Los portadores tuvieron una dura lucha para trasladar los restos por la pendiente que llevaba de la casa a la carretera y cuando depositaron el ataúd en el carro, gotas de sudor perlaban sus frentes. Una gran multitud siguió los restos hasta el Middlebush Cemetery, donde el entierro tuvo lugar."

Fue originalmente enterrado sin lápida por temor a que su cuerpo fuera desenterrado y su esqueleto puesto en exhibición. El cementerio es el Cedar Grove Cemetery en Middlebush, Nueva Jersey. En su lápida colocada posteriormente se lee "Col. Routh Goshen, Middlebush Gigant, 1837-1889".

## Descubrimiento de los orígenes maneses de Goshen
La conexión entre Arthur Caley y el coronel Goshen fue desconocida por el público hasta años después de la muerte de Caley en 1889. En los últimos meses de su vida, se informó que Goshen había dicho que su nombre real era Arthur Crowley que suena similar, que había nacido en la Isla de Man aproximadamente setenta años antes, y que las historias anteriormente contadas en folletos sobre su vida eran mentira. Un artículo sobre Caley y Goshen titulado "El Misterio de Arthur Caley, el gigante de Man" fue publicado en 1962 en el Journal of Manx Museum. En 1965 The New York Times publicó un artículo sobre la vida de Arthur Caley.
En 1980, una carta enviada por la Iglesia Reformada de Middlebush declara que su nombre real era "Arthur James Caley", y reclamaba haber nacido en el pueblo de Sulby en la Isla de Man en 1827. Esto indicaría unos 62 años cuando murió. En 2011 el libro The Manx Gigant: The Amazing History of Arthur Caley fue publicada documentando la vida de Caley antes y después de convertirse en el Coronel Goshen.